# Swoose

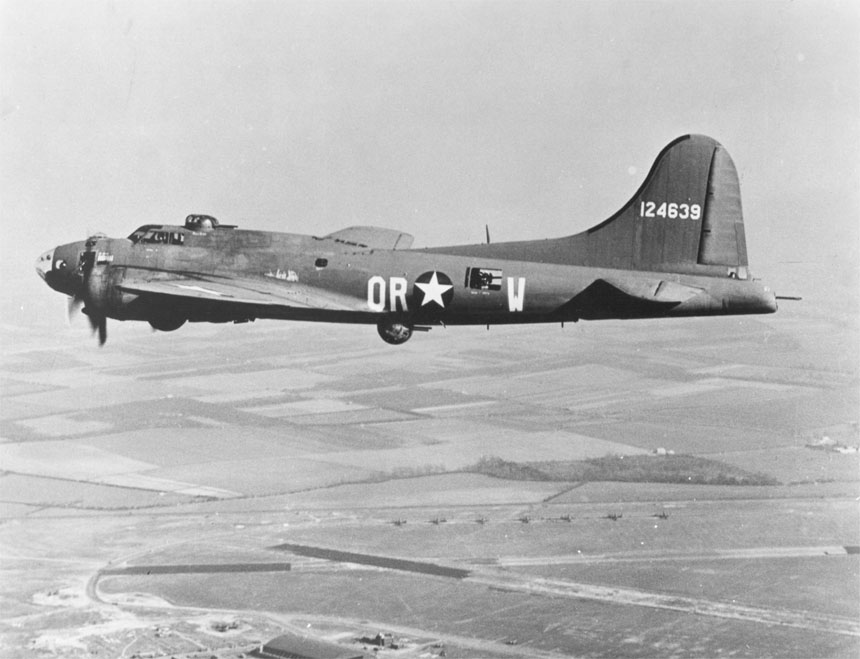
Un B-17B, número de serie 41-24639, del 323rd BG, 91st BS.

El bombardero Boeing B-17D Fortress, número de serie 40-3097, número de construcción 2126, bautizado «Swoose», del 19° Grupo de Bombardeo, es el más antiguo B-17 que aún se conserva y el único avión militar estadounidense conocido que voló en misión de combate en el primer día de intervención de ese país en la Segunda Guerra Mundial (7 de diciembre de 1941) y continuó en servicio activo hasta el fin del conflicto. Durante la guerra fue reconstruido muchas veces con partes de otros B-17, y se mantuvo en operaciones en la zona del Pacífico sudoccidental.
Apostado originalmente en Mindanao, Filipinas y bautizado «Ole Betsy» por su comandante, Teniente Henry Goldman, participó en la primera misión de bombardeo nocturno llevada a cabo por los estadounidenses durante la guerra, en el golfo de Lingayen, Filipinas. Trasladado luego a Singosari, Java, sufrió graves daños en una operación sobre Borneo. Fue reparado en Melbourne, Australia, colocándosele la cola que pertenecía a otra unidad, la 40-3091. Su nuevo comandante, capitán Weldon Smith, lo rebautizó «Swoose» (mezcla de swan, cisne y goose, ganso en inglés) a partir de una canción popular, hallando que el nombre era adecuado para un avión rehecho con partes de otros.
El 17 de marzo de 1942 fue llevado nuevamente a Melbourne para trabajos en los motores. Unos meses después, el capitán Frank Kurtz lo seleccionó para transportar al teniente general George Brett, comandante de las fuerzas áreas aliadas en Australia. En esas misiones de transporte batió el récord de velocidad entre Sídney y Wellington, Nueva Zelandia, y posteriormente entre Sídney y Honolulu, y entre aquella y la costa oeste de los Estados Unidos cuando el general Brett fue relevado de su comando en Australia. En julio de 1943, Kurtz fue nombrado al mando del 463° Grupo de Bombardeo y asignado a un nuevo B-17G al que inmediatamente bautizó «The Swoose». En tanto, el «Swoose» original continuó sirviendo como transporte personal de Brett durante la guerra. En julio de 1944, a punto de ser desmantelado por fallas estructurales, fue reconstruido a los estándares del modelo B-17F (excepto por la proa, que se adaptó de un B-17G).
Al final de la guerra fue enviado a Kingman, Arizona, para desguace, pero fue salvado por Frank Kurtz, que convenció a la ciudad de Los Ángeles para que lo comprase por 350 dólares para exhibirlo como recuerdo de guerra. Kurtz lo pilotó hasta Los Ángeles el 6 de abril de 1946. El B-17 fue almacenado en un hangar, y cuando los planes para construir el memorial de guerra en Los Ángeles fueron descartados, Kurtz convenció al National Air Museum para que lo adquiriera. En mayo de 1948 Kurz lo voló nuevamente hasta la antigua planta de ensamblado de C-54 de la Douglas en Park Ridge, Illinois. En 1950, como consecuencia de la guerra de Corea, la fuerza aérea reclamó para sí las instalaciones de Park Ridge, así que «Swoose» debió abandonar el hangar. El 18 de enero de 1952, una tripulación de la Fuerza Aérea lo trasladó a Pyote, Texas. Su último vuelo fue el 3 de diciembre de 1953, cuando fue conducido a la base área Andrews (Maryland). Allí permaneció abandonado por más de seis años, hasta que en abril de 1961 fue trasladado para su reconstrucción a la Paul Garber Preservation, Restoration, and Storage Facility, Silver Hill, Maryland. Se halla ahora al cuidado del Instituto Smithsoniano.